# Xã Linsell, Quận Marshall, Minnesota
Xã Linsell (tiếng Anh: Linsell Township) là một xã thuộc quận Marshall, tiểu bang Minnesota, Hoa Kỳ. Năm 2010, dân số của xã này là 29 người.